# 리호보리역
리호보리역(러시아어: Лихоборы)은 모스크바 지하철 모스크바 중앙 순환선의 역이다. 리호보리 역은 모스크바 소순환선의 역과 류블린스코 드미트롭스카야 선에 존재하는 역인 베르흐니예 리호보리 역과 역명을 공유한다. 역명은 모스크바 북쪽 지역의 리호보르카 강을 따라가는 것에서 유래되었다. 공사 중 역명은 "니콜라옙스카야"였으나, 개통에 앞서 시에서 변경하였다.